# Rob Morrow
Rob Morrow, född 21 september 1962 i New Rochelle, New York, är en amerikansk skådespelare, känd bland annat för sina roller i TV-serierna Det ljuva livet i Alaska som Joel Fleischman och Numb3rs som FBI-agenten Don Eppes.
Han medverkade även i filmen Quiz Show.
Morrow är gift med skådespelaren Debbon Ayer och de har en dotter.

## Filmografi ( i urval)
- 2007 – The Bucket List
- 2005–2010 – Numb3rs (TV-serie)
- 1994 – Quiz Show
- 1985 – Privat område